# Пикирующий бомбардировщик

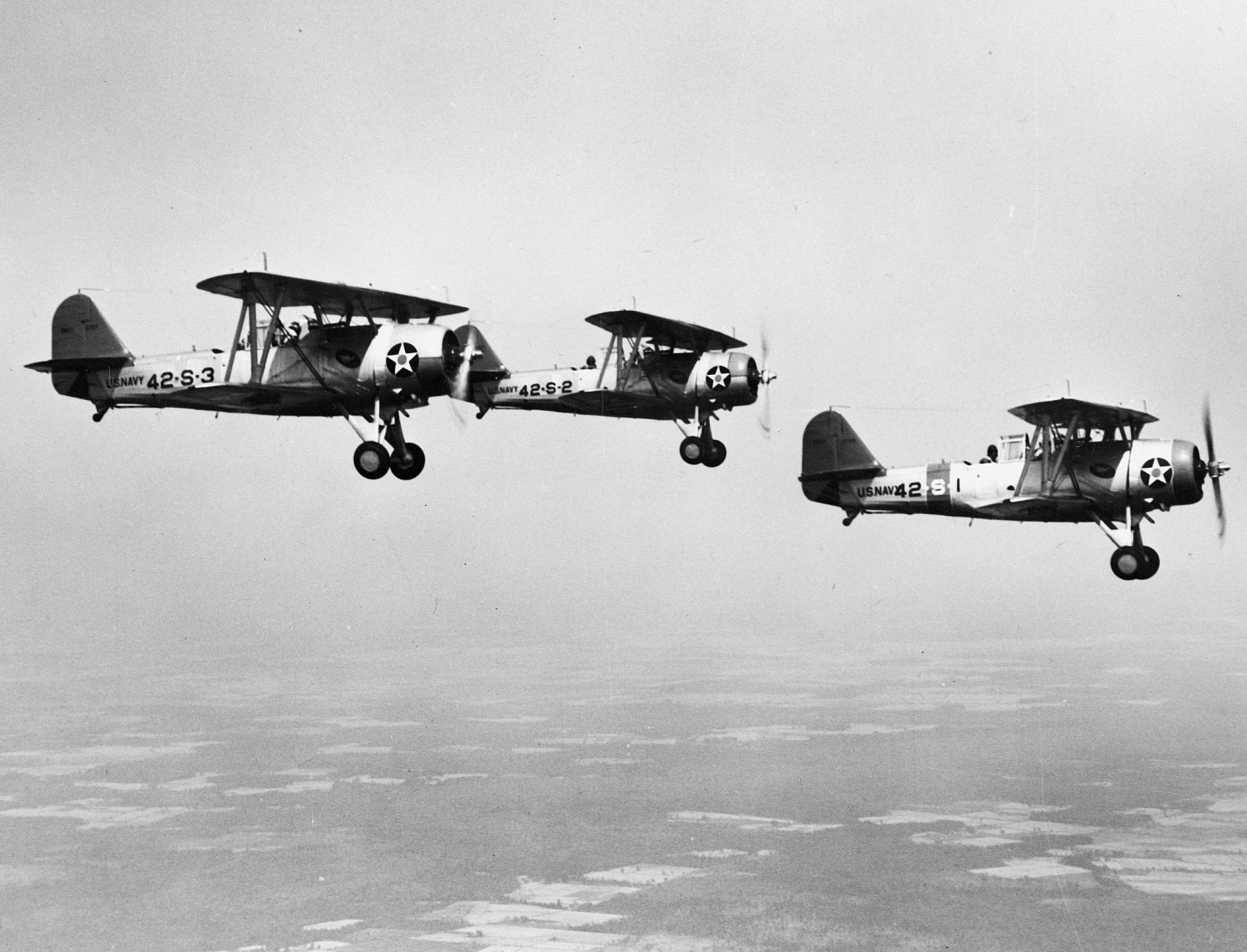
Пикирующие бомбардировщики Vought SBU Corsair «Нейтрального патруля» на задании, 1940 год

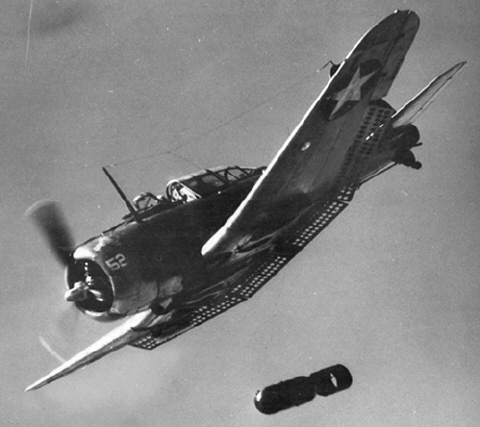
Атакующий пикирующий бомбардировщик SBD Dauntless

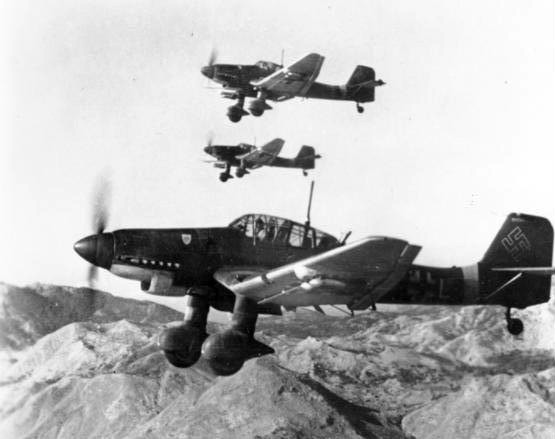
Пикирующий бомбардировщик Ju.87 «Stuka», октябрь 1943 года

Пикирующий бомбардировщик (также «пикировщик») — самолёт-бомбардировщик, специально сконструированный для нанесения ударов из пикирования.

Анимация бомбового удара Ю-87

## Предпосылки создания
Вопрос точности бомбометания стал чрезвычайно актуальным практически сразу после окончания Первой мировой войны, так как увеличились скорости новых самолётов, а это, соответственно, приводило к большим отклонениям попадания бомбы от точки прицеливания.
В начале 20-х годов первыми, кто начал проводить эксперименты по применению специальных методов бомбометания для повышения точности, были американцы . Поводом к этому послужило бурное развитие их палубной авиации для борьбы с крупными надводными целями. Это и продиктовало необходимость применения пикирования для поражения малоразмерных целей.
Уменьшение высоты сброса бомб при пикировании приводило к повышению точности бомбометания. Однако при выходе из пикирования (даже при незначительных углах) самолёт подвергался большим перегрузкам, выдержать которые мог лишь специально разработанный самолёт. В таком самолёте, по его прочностным характеристикам, должны были быть совмещены манёвренность истребителя (быстрый выход из пикирования и отклонение от наземного огня и атак с воздуха) и грузоподъёмность среднего (масса бомб влияет на манёвренность) бомбардировщика (поражение бомбами). Помимо этого в таком самолёте необходимо было решить ещё ряд сложных конструкторских задач:
- обеспечение защиты (бронирование) экипажа и важных технических агрегатов самолёта, так как атака осуществлялась на малых высотах, что делало его уязвимым для наземного огня противника;
- желательность наличия устройства автоматического вывода из пикирования (у Ju.87; «автомат пикирования» АП-1 у Пе-2);
- у одномоторных самолётов бомбы на больших углах пикирования попадали в плоскость винта, поэтому потребовались устройства, уводящие их от винта при сбрасывании;
- для уменьшения перегрузки при выходе из пикирования необходимо ограничивать скорость при пикировании, поэтому использовались воздушные тормоза различной конструкции (например, у Пе-2 — тормозные решётки).

В 1930-х годах идея бомбометания в пикировании получила физическое воплощение в виде специально разработанных для этого самолётов и тактики их применения. Перспективность пикировщиков, как нового вида оружия, в наибольшей степени оценили в Германии и США, где для армейской и морской авиации разрабатывались и производились сразу несколько типов пикировщиков. 
Предпринимались попытки создания и дальних пикирующих бомбардировщиков: Heinkel He 177 в Германии и туполевский ПБ-4 в СССР.

## В СССР

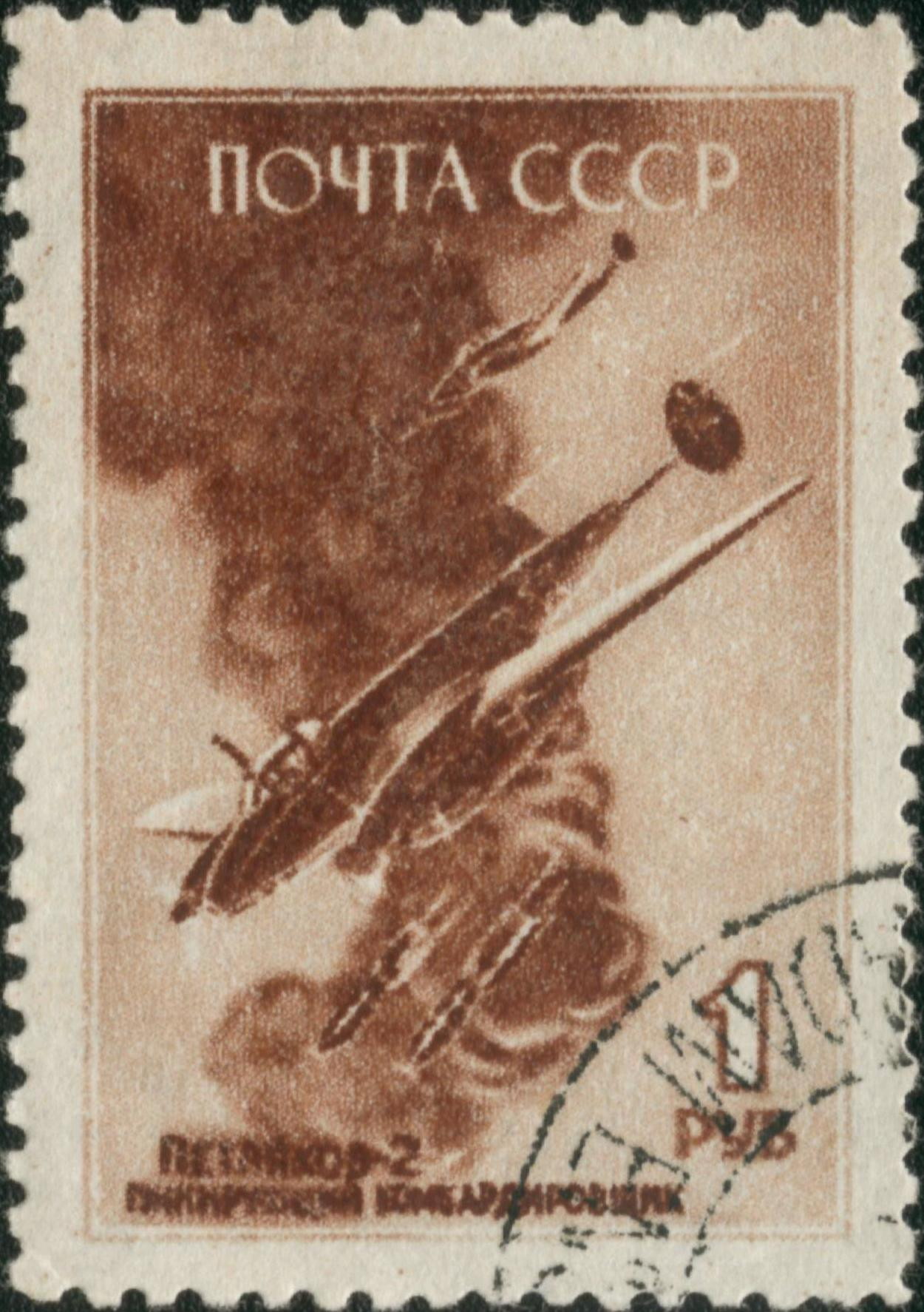
Почтовая марка СССР Петляков-2 Пикирующий бомбардировщик, с изображением атаки Пе-2, 1945 год

Ещё осенью 1937 года в СССР проводились испытательные полёты на пикирование нового тогда весьма перспективного бомбардировщика ДБ-3. В 1939 году в НИИ ВВС КА испытывали уже три таких бомбардировщика.
Первой воинской частью, которая осваивала практическое бомбометание с пикирование, стал 85-й смешанный авиационный полк особого назначения (НИИ ВВС КА). Полк был развёрнут на базе 12-й особой авиационной эскадрильи. Эта эскадрилья формировалась в конце 1939 года на аэродроме г. Пушкин под Ленинградом, для войсковых испытаний различных методик и способов ведения боевых действий, испытаний новых приборов, и имела неофициальное название: «эскадрилья слепых полётов». 19 января 1940 года эскадрилья была развёрнута в полк трёхэскадрильного состава (т. н. «группа комбрига Спирина»), третья авиационная эскадрилья полка занималась отработкой способов бомбометания с крутого пикирования на бомбардировщиках ДБ-3 и СБ-бис. Эскадрилья, как и полк принимали участие в советско-финской войне. 
В ходе боевых действий 3-я эскадрилья 85-го АП бомбила стратегически важные объекты, в частности, мосты Кория и Саванлинна, совершив по этим объектам 13 и 6 боевых вылетов соответственно. Несмотря на неприспособленность самолётов к глубокому пикированию и наличию многочисленных проблем, были получены результаты, признанные положительными. В целом этот полк оказался самым результативным по боевой работе, по сравнению с другими авиационными частями КА и ВМФ, принимавших участие в той войне. За финскую кампанию полк потерял восемь самолетов, в том числе шесть ДБ-3. 
Что же касается применения ДБ-3 как пикировщиков, то результаты оказались не очень обнадеживающими. Перераскрутка винтов быстро выводила из строя моторы. В отчете ВВС фронта было указано: «Применение самолетов... ДБ для бомбардировки с пикирования себя не оправдало. Необходимо создать специальный тип пикирующего бомбардировщика». Но в то же время, как записано в отчете командования полка: «Впредь до получения подобных бомбардировщиков целесообразно использовать для подготовки кадров и боевой работы приспособленные ДБ-3 и СБ, поскольку точность бомбометания с пикирования даже на этих машинах в несколько раз выше бомбометания с горизонтального полета».
Тем не менее уже в апреле 1940 года ВВС заказали промышленности 60 комплектов для переделки ДБ-3 в пикирующий бомбардировщик. Этот заказ выполнил завод № 39. Летом  40-го года создаются экспериментальные эскадрильи пикирующих бомбардировщиков в 8, 12, 21 и 42 дальнебомбардировочных полках. В июне-июле 1940 г. были проведены окружные сборы, на которых читались лекции по теории бомбометания с пикирования, проводилась демонстрация таких полетов на ДБ-3 и СБ. 
По результатам всех этих работ было принято решение о создании пикирующего бомбардировщика на базе самолёта СБ — самолёт конструкции А. А. Архангельского получил название Ар-2 и выпускался небольшой серией. 
Самолёт ДБ-3, как и его модификация Ил-4, несмотря на то, что был признан бесперспективным как пикировщик, тем не менее до самого конца войны в составе ВМФ сохранялись эскадрильи на ДБ-3, подготовленные как пикировщики.
Большие надежды вызывал самолёт Пе-2 конструкции Петлякова, переделанный из высотного истребителя «100». Но по ряду причин целый ряд сложных технических проблем так не был решён, авиаконструктор погиб в авиакатастрофе в январе 1942 года, и Пе-2 в течение всей войны почти не применялись в качестве пикирующего бомбардировщика. Гораздо перспективнее в этом плане выглядел самолёт-бомбардировщик Ту-2 конструкции А. Н. Туполева, но из-за трудностей военного периода самолёт пошёл в массовую серию лишь к концу войны, а войсковые исследования по применению Ту-2 с глубокого пикирования проводились уже после войны. Доработочный бюллетень по переоборудованию Ту-2 в пикировщик был издан и направлен в войска аж в 1950 году, когда ресурс самолётов и срок их эксплуатации подходил к концу.
Также необходимо отметить, что ряд советских истребителей периода ВОВ, таких как И-16, МиГ-3, Ла-5 и др. могли нести на внешней подвеске пару бомб и бомбить с глубокого пикирования. Использование истребителей в ударном варианте отмечалось в период битвы за Москву зимой 1941-42 гг., в дальнейшем такое боевое применение отмечалось лишь эпизодически.

## Известные модели
- Немецкие: Hs 123 (1936), Ju 87 (1937), Ju 88 (1939), Hs 132 (1945).
- Советские: Ар-2, Пе-2.
- Американские[англ.]: SBD Dauntless (1938), A-24 Banshee (1941), Curtiss SB2C Helldiver, A-31 Vengeance (1942), A-36 Apache (1942).
- Британские: Blackburn Skua (1938), Fairey Barracuda (1943)
- Французские: Loire-Nieuport LN.401 (1939)
- Японские: Kawasaki Ki-48 (1940), Aichi D3A (1940), Yokosuka D4Y Suisei (1942)

## Применение
С самого начала Второй мировой войны пикирующий бомбардировщик Ju 87 стал одним из символов немецкого блицкрига.
До появления управляемых и самонаводящихся бомб и ракет  пикирующие бомбардировщики являлись самым высокоточным оружием. Также пикирование позволяло увеличить скорость бомбы, что при бомбометании с малых высот по бронированным кораблям и бетонным инженерным сооружениям, при установке взрывателя на замедление, улучшало пробивную способность бомбы.
Свидетельством высокой эффективности боевого применения данного типа самолёта может послужить факт уничтожения американскими пикирующими бомбардировщиками SBD Dauntless наиболее сильной ударной японской авианосной группы из четырёх тяжёлых авианосцев в сражении у атолла Мидуэй.
Также свидетельством эффективности такого типа самолётов стала японская атака на Пёрл-Харбор, в результате которой японцы уничтожили 3 американских линкора («Оклахома», «Аризона» и «Юта»), два эсминца и один минный заградитель, а также уничтожили, в основном бомбардировками аэродромов, 188 американских самолётов. Еще 4 линкора, два крейсера и 1 эсминец получили тяжёлые повреждения, повреждены были и 159 самолётов. Потери японцев составили всего лишь 29 самолётов, из них 15 — пикировщики.
Точность попадания у немецкого Ju 87 была несколько выше, чем у Пе-2, поскольку «юнкерс» производил сброс бомб с высоты всего 600—700 метров, в отличие от Пе-2, бомбившего как минимум с километра. К тому же Ju 87 пикировал на относительно низкой скорости (немногим более 500 км/ч), и у лётчика было достаточно времени на корректирование траектории полёта (ошибка в наведении всего в один градус давала промах в 50 метров). Однако по всем прочим лётным параметрам эта модель морально устарела уже к середине войны.
Пикирующие бомбардировщики требовали более высокого мастерства пилота по сравнению с обычными, имели место случаи, когда пилоты не могли вывести самолеты из пике при бомбометании. Советские конструкторы решили эту проблему, добавив в помощь лётчику ещё одного члена экипажа. Таким образом, наведение Пе-2 на цель было «двойным» — штурман замерял скорость и направление ветра (чтобы определить снос бомбы и самого самолёта), рассчитывал угол боевого разворота и выставлял прицел, в то время как лётчик держал мишень в перекрестии и старался предельно точно выдержать траекторию пикирования. Именно за счёт такого «разделения труда» точность попадания составляла 40—50 метров (этого было вполне достаточно), а опытный экипаж мог уложить бомбу в десятиметровый круг. 
Только к концу 1944 года началось поступление в части пикировщиков Ту-2, так что Пе-2 оставался основным советским фронтовым бомбардировщиком до самого конца войны.
В 1944 году немцами была предпринята попытка использовать в качестве пикирующего бомбардировщика истребитель Focke-Wulf Fw190F, который значительно превосходил по лётным характеристикам и Пе-2 и Ju 87. Основное преимущество заключалось в том, что, освободившись от бомбовой нагрузки, этот пикировщик мог легко дать отпор любым истребителям. Однако практика показала, что точность попадания Fw190F оказалась значительно ниже, чем у «старика» Ju 87. Это было связано, прежде всего, с выросшей скоростью пикирования: сам по себе тяжёлый и к тому же перегруженный «фокке-вульф» во время пикирования стремительно разгонялся и становился неуклюжим и плохо управляемым, и даже высококлассный пилот просто не успевал одновременно управлять самолётом и целиться. Как показало время, только развитие специализированных автопилотов сделало бомбометание из пикирования достаточно удобным для лётчика одноместной машины.

## Развитие
После войны появление малогабаритных баллистических вычислителей и высокоточного управляемого оружия сделало излишним существование специализированных пикировщиков. Тем не менее, самолеты тактической авиации, особенно штурмовики, обладают возможностью нанесения ударов из пикирования, которое является одним из способов боевого применения.

## В произведениях искусства
- художественный фильм (х/ф) «Пикирующий бомбардировщик» (США, 1941)
- х/ф «Хроника пикирующего бомбардировщика» (СССР, 1967)